# Izabella Fröberg
Izabella Linnea Yvonne Fröberg, född 11 juni 1985 i Huddinge församling, är svensk tidigare programledare i TV samt radiopratare. Hon har tidigare arbetat på svenska sajter som Devote.se och Finest.se i egenskap av redaktör.[källa behövs]
År 2012 meddelades att Fröberg blev en av de fasta programledarna i morgonprogrammet Vakna med NRJ, tillsammans med Martin Björk och Jakob Öqvist. Dessa tre programledare hade kontrakt till december 2013.